# Fuggerei

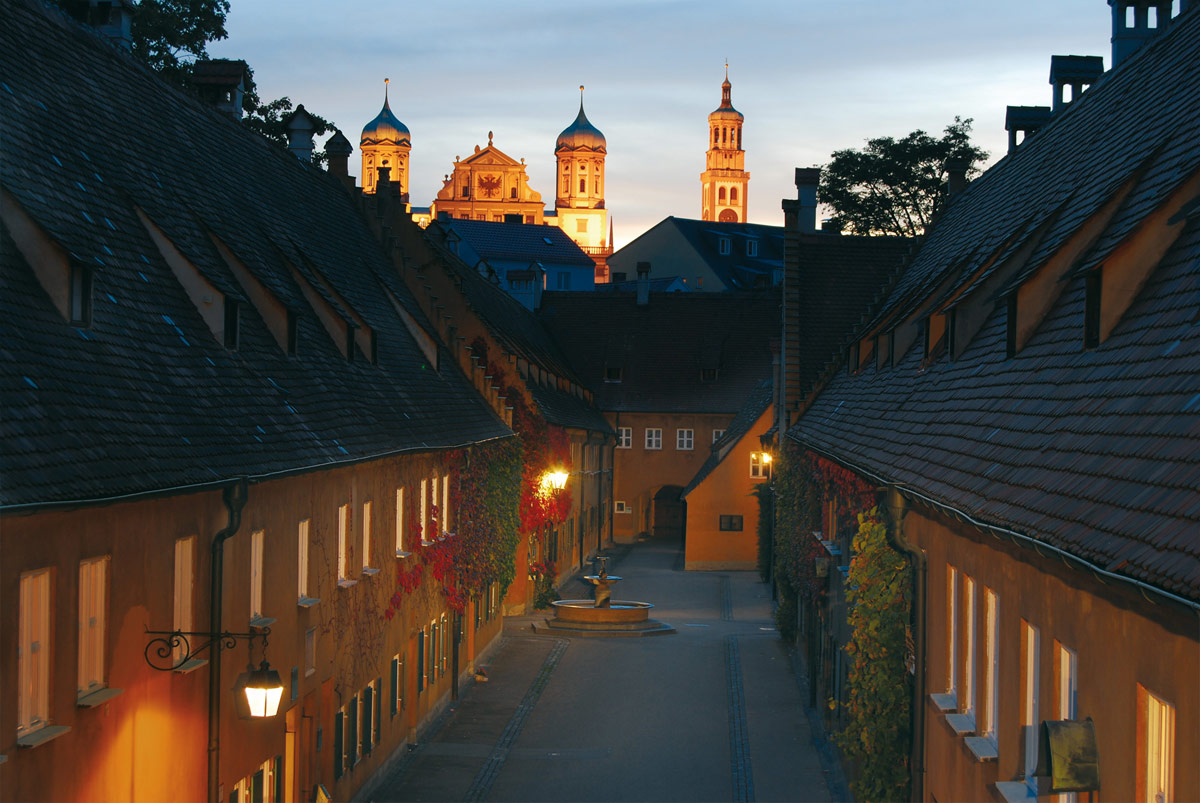
La Fuggerei di notte

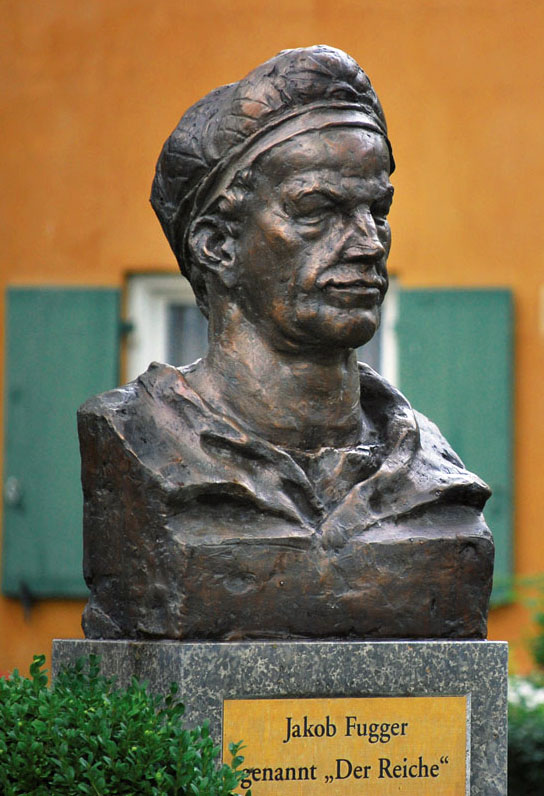
Busto di bronzo di Jacob Fugger

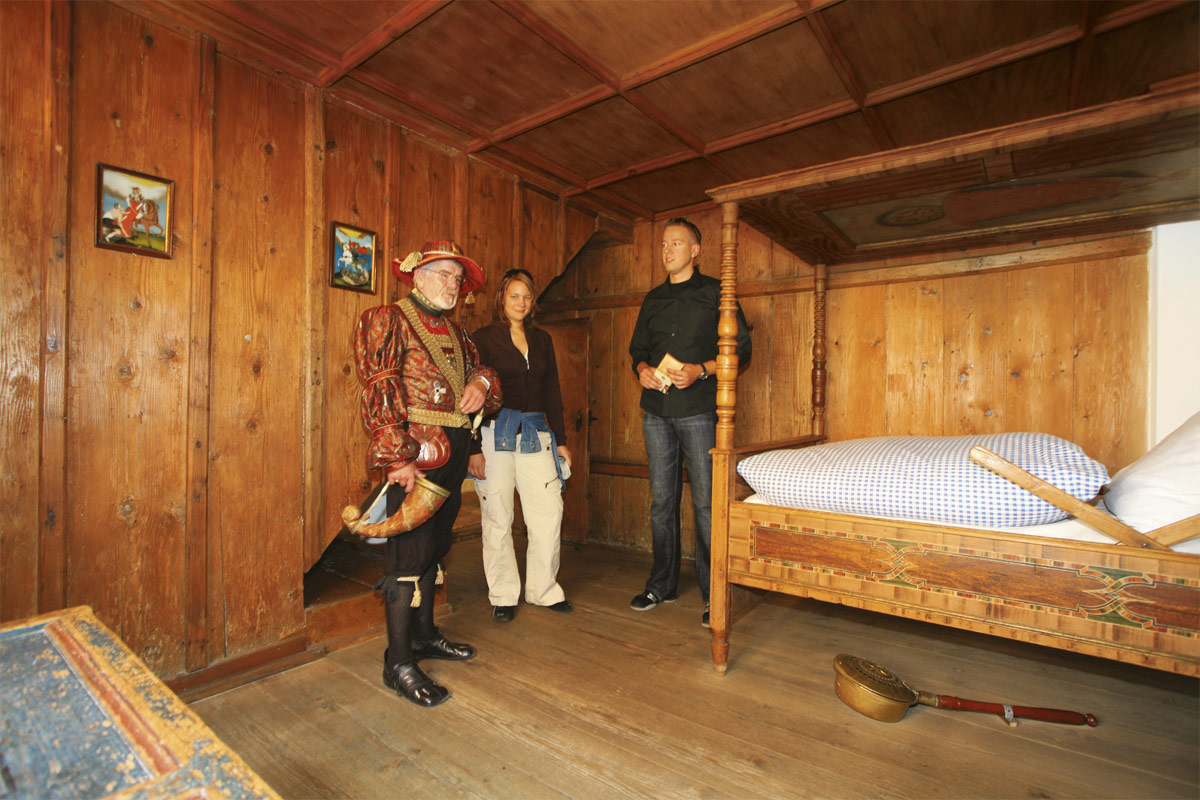
Camera da letto del museo della Fuggerei

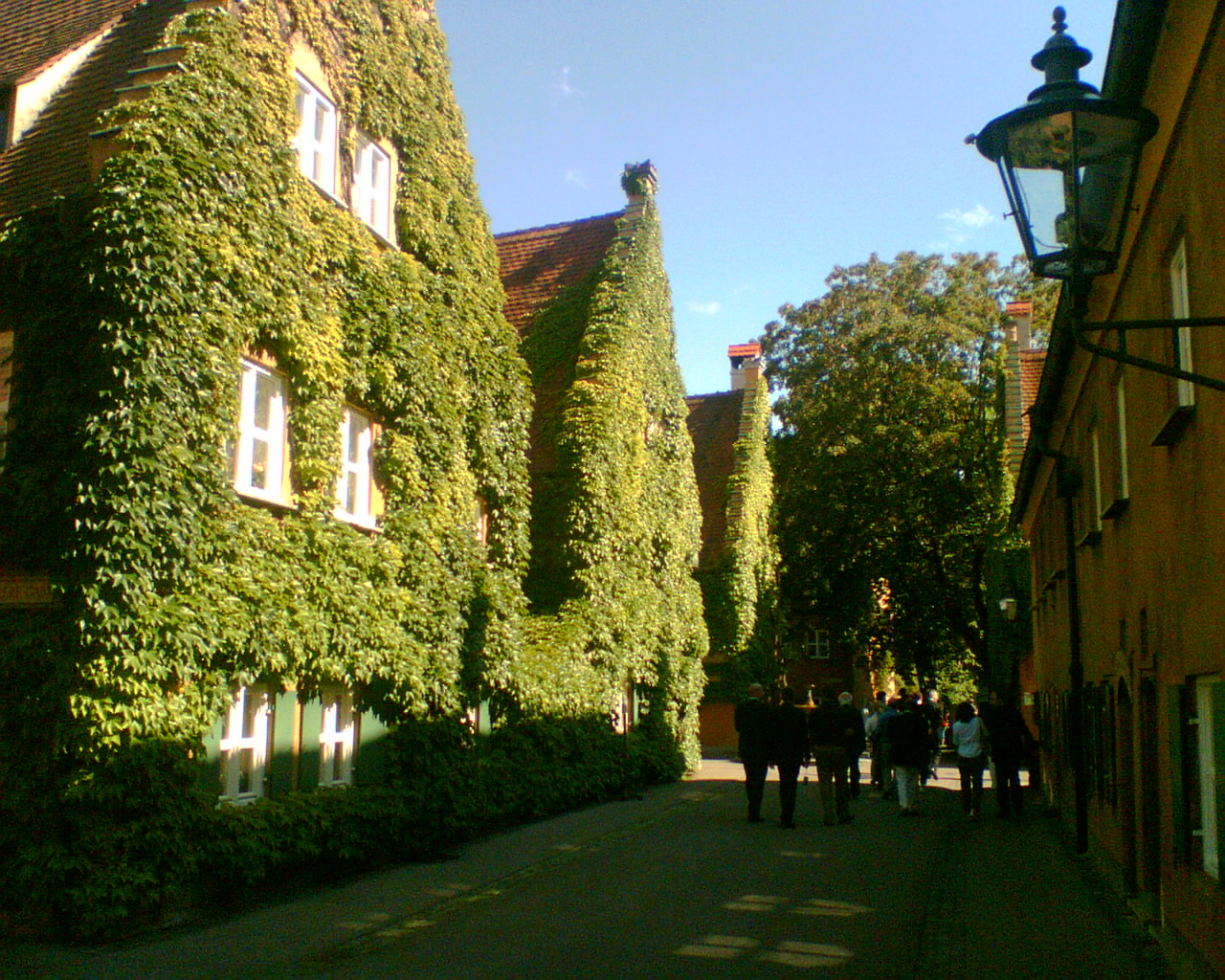
Vista delle case dalla strada principale

La Fuggerei è un quartiere circondato da mura all'interno della città di Augusta (Baviera, Germania). Assieme al Rathaus, sede della municipalità, è una delle maggiori attrattive turistiche della città.

## Storia e descrizione
La Fuggerei prende il nome dalla famiglia Fugger perché fu fondata nel 1521 da Jacob Fugger il Giovane (noto come "Jacob Fugger il Ricco") come luogo dove i cittadini bisognosi di Augusta potevano trovare alloggio. È il più antico esempio al mondo di edilizia popolare ancora esistente (anche se il progetto della Corte Lando a Padova la precederebbe di cinque anni) e una delle fondazioni più famose di tutta l'Europa. Le prime case furono costruite già nel 1516; nel 1523 erano 52. 
I cancelli vengono chiusi di notte, quindi la Fuggerei è molto simile ad una piccola città medioevale indipendente.
Il fondatore, Jacob Fugger, si formò come commerciante in Italia. Visse dal 1473 al 1478 a Venezia, rappresentando l'azienda di famiglia. Qui ebbe l'occasione di entrare in contatto con il Rinascimento italiano; ecco perché la struttura della Fuggerei risentì degli influssi dell'architettura delle case popolari veneziane. Vi si possono infatti notare strutture particolari innovative presenti anche a Venezia nel XVI secolo, per esempio, le case a schiera disposte in file parallele, la divisione delle stesse in appartamenti su piani diversi, la ripartizione dello spazio in maniera eguale e funzionale, il sistema di separazione delle scale. Tali elementi costituivano il simbolo d'indipendenza e individualità all'interno della comunità e rappresentavano l'idea di un assetto sociale autonomo.
Il canone d'affitto della Fuggerei era (ed è ancora) un fiorino renano all'anno (equivalente a 0,88 euro) e tre preghiere al giorno per il fondatore. Le condizioni per potervi abitare oggi sono ancora le stesse del 1521: si deve essere nati ad Augusta, essere cattolici e indigenti. I cancelli vengono ancora chiusi ogni giorno alle 22:00.
Non esistono alloggi condivisi, ogni famiglia ha il proprio appartamento. Ogni edificio contiene 2 appartamenti, uno per piano. Ciascuno è composto da cucina, soggiorno, camera da letto e una stanzetta, per un totale di circa 60 metri quadrati. Gli appartamenti a piano terra hanno un piccolo giardino con un ripostiglio per gli attrezzi, mentre quelli al primo piano dispongono di un solaio.
Dopo la Riforma ad Augusta, città ormai quasi del tutto protestante, molte chiese cattoliche vennero chiuse o ne furono proibite le funzioni. Per questo nel 1581 per gli abitanti cattolici della Fuggerei fu fondata la chiesa di San Marco. Sulla casa n. 14 una targa commemorativa ricorda Franz Mozart, il bisnonno di Wolfgang Amadeus Mozart, che abitò qui dal 1681 fino alla sua morte nel 1694.
La Fuggerei fu gravemente danneggiata dai bombardamenti della Seconda guerra mondiale. Gli attacchi aerei della RAF, avvenuti nella notte tra il 25 e 26 febbraio 1944, ne distrussero due terzi. Tra il 1945 e il 1973 fu ricostruita nel suo stile originale ed ampliata di un terzo. Il rifugio antiaereo, costruito nel 1943, ospita oggi un museo fornito di testi, foto, film e documenti originali, che mostrano le vicende della Fuggerei dal 1933, cioè dall'ascesa al potere dei nazionalsocialisti, fino alla ricostruzione e all'ampliamento terminato nel 1973.
La casa n. 13 del Mittlere Gasse (“vicolo di mezzo”) è l'unica ad essere rimasta allo stato originale. Infatti, tutto l'interno risale ai tempi della sua fondazione. Le stanze (una cucina, una camera da letto e un soggiorno) sono state adibite a piccolo museo, dove viene mostrata la lunga storia del complesso di case popolari e della famiglia fondatrice.
Poiché la Fuggerei non è un museo, non si può visitare l'interno degli appartamenti. Tuttavia è possibile vedere un appartamento tipo, naturalmente non abitato, ma completamente ammobiliato, che mostra lo standard abitativo odierno. Al fondatore Jacob Fugger è dedicato un busto di bronzo che si trova nell'area verde della Fuggerei.
La Fuggerei è tuttora finanziata dai mezzi della fondazione ed è gestita da una commissione composta dai rappresentanti delle tre dinastie dei Fugger: Fugger-Babenhausen, Fugger von Glött e Fugger-Kirchberg. Sebbene la Fuggerei sia la più famosa, esistono altre otto fondazioni Fugger, delle quali fa parte anche la cappella Fugger nella chiesa di S. Anna. Il “Fürstlich und Gräflich Fuggersche Familienseniorat” è l'organo di controllo dell'amministrazione delle fondazioni.